# 緑ケ丘 (座間市)
緑ケ丘（みどりがおか）は神奈川県座間市の町丁。現行行政地名は緑ケ丘一丁目から緑ケ丘六丁目。住居表示実施済み区域。

## 地理
座間市の中央部に位置し、東で栗原、西で入谷東・明王・入谷西、南で立野台、南東で栗原中央、北で相武台と接している。

### 地価
住宅地の地価は、2023年（令和5年）1月1日の公示地価によれば、緑ケ丘4-25-6の地点で16万5000円/m2となっている。

## 歴史
- 1962年（昭和37年）10月1日 - 座間入谷、座間、栗原の各一部から緑ケ丘を新設、同時に不動産登記法に基づく地番整理を実施した。「緑ケ丘」は公募により決定された[注釈 1]。
- 1987年（昭和62年）10月19日 - 住居表示に伴い、栗原、緑ケ丘、座間入谷、相武台4丁目の一部を分離し、緑ケ丘二丁目から緑ケ丘六丁目を新設[6]。
- 1992年（平成4年）12月16日 - 住居表示に伴い、栗原、緑ケ丘の一部を分離し、緑ケ丘一丁目を新設[6]。
- 1998年（平成10年）8月3日 - 座間緑ケ丘郵便局開局。

## 世帯数と人口
2023年（令和5年）8月1日現在（座間市発表）の世帯数と人口は以下の通りである。
| 丁目         | 世帯数    | 人口    |
| ------------ | --------- | ------- |
| 緑ケ丘一丁目 | 428世帯   | 942人   |
| 緑ケ丘二丁目 | 687世帯   | 1,587人 |
| 緑ケ丘三丁目 | 1,108世帯 | 2,160人 |
| 緑ケ丘四丁目 | 1,013世帯 | 1,784人 |
| 緑ケ丘五丁目 | 367世帯   | 810人   |
| 緑ケ丘六丁目 | 594世帯   | 1,258人 |
| 計           | 4,197世帯 | 8,541人 |

### 人口の変遷
国勢調査による人口の推移。
| 年                 | 人口  |
| ------------------ | ----- |
| 1995年（平成7年）  | 7,408 |
| 2000年（平成12年） | 7,580 |
| 2005年（平成17年） | 7,695 |
| 2010年（平成22年） | 8,370 |
| 2015年（平成27年） | 8,257 |
| 2020年（令和2年）  | 8,553 |

### 世帯数の変遷
国勢調査による世帯数の推移。
| 年                 | 世帯数 |
| ------------------ | ------ |
| 1995年（平成7年）  | 2,996  |
| 2000年（平成12年） | 3,238  |
| 2005年（平成17年） | 3,289  |
| 2010年（平成22年） | 3,599  |
| 2015年（平成27年） | 3,682  |
| 2020年（令和2年）  | 4,002  |

## 学区
市立小・中学校に通う場合、学区は以下の通りとなる（2022年12月時点）。
| 丁目         | 番地 | 小学校                 | 中学校             |
| ------------ | ---- | ---------------------- | ------------------ |
| 緑ケ丘一丁目 | 全域 | 座間市立立野台小学校   | 座間市立座間中学校 |
| 緑ケ丘二丁目 | 全域 | 座間市立立野台小学校   | 座間市立座間中学校 |
| 緑ケ丘三丁目 | 全域 | 座間市立相武台東小学校 | 座間市立座間中学校 |
| 緑ケ丘四丁目 | 全域 | 座間市立立野台小学校   | 座間市立座間中学校 |
| 緑ケ丘五丁目 | 全域 | 座間市立立野台小学校   | 座間市立座間中学校 |
| 緑ケ丘六丁目 | 全域 | 座間市立立野台小学校   | 座間市立座間中学校 |

## 事業所
2021年（令和3年）現在の経済センサス調査による事業所数と従業員数は以下の通りである。
| 丁目         | 事業所数  | 従業員数 |
| ------------ | --------- | -------- |
| 緑ケ丘一丁目 | 44事業所  | 1,174人  |
| 緑ケ丘二丁目 | 14事業所  | 107人    |
| 緑ケ丘三丁目 | 10事業所  | 28人     |
| 緑ケ丘四丁目 | 36事業所  | 468人    |
| 緑ケ丘五丁目 | 21事業所  | 137人    |
| 緑ケ丘六丁目 | 25事業所  | 114人    |
| 計           | 150事業所 | 2,028人  |

### 事業者数の変遷
経済センサスによる事業所数の推移。
| 年                 | 事業者数 |
| ------------------ | -------- |
| 2016年（平成28年） | 121      |
| 2021年（令和3年）  | 150      |

### 従業員数の変遷
経済センサスによる従業員数の推移。
| 年                 | 従業員数 |
| ------------------ | -------- |
| 2016年（平成28年） | 1,152    |
| 2021年（令和3年）  | 2,028    |

## 施設
- 座間市役所
- 座間市立座間中学校
- 座間市総合防災備蓄倉庫（旧・座間市消防本部・座間市消防署）
- 座間緑ケ丘郵便局
- ハーモニーホール座間

## その他

### 日本郵便
- 郵便番号 : 252-0021[3]（集配局 : 座間郵便局[16]）。